# Scotophilus
Scotophilus là một chi động vật có vú trong họ Dơi muỗi, bộ Dơi. Chi này được Leach miêu tả năm 1821. Loài điển hình của chi này là Scotophilus kuhlii Leach, 1821.

## Các loài
Chi này gồm các loài:
- Scotophilus andrewreborii Brooks & Bickham, 2014
- Scotophilus borbonicus (É. Geoffroy, 1803)
- Scotophilus celebensis Sody, 1928
- Scotophilus collinus Sody, 1936
- Scotophilus dinganii (A. Smith, 1833)
- Scotophilus ejetai Brooks & Bickham, 2014
- Scotophilus heathii (Horsfield, 1831)
- Scotophilus kuhlii Leach, 1821
- Scotophilus leucogaster (Cretzschmar, 1830)
- Scotophilus livingstonii Brooks & Bickham, 2014
- Scotophilus marovaza Goodman, Ratrimomanarivo & Randrianandrianina, 2006
- Scotophilus nigrita (Schreber, 1774)
- Scotophilus nigritellus de Winton, 1899
- Scotophilus nucella Robbins, 1983
- Scotophilus nux Thomas, 1904
- Scotophilus robustus Milne-Edwards, 1881
- Scotophilus tandrefana Goodman, Jenkins & Ratrimomanarivo, 2005
- Scotophilus trujilloi Brooks & Bickham, 2014
- Scotophilus viridis (Peters, 1852)

## Hình ảnh

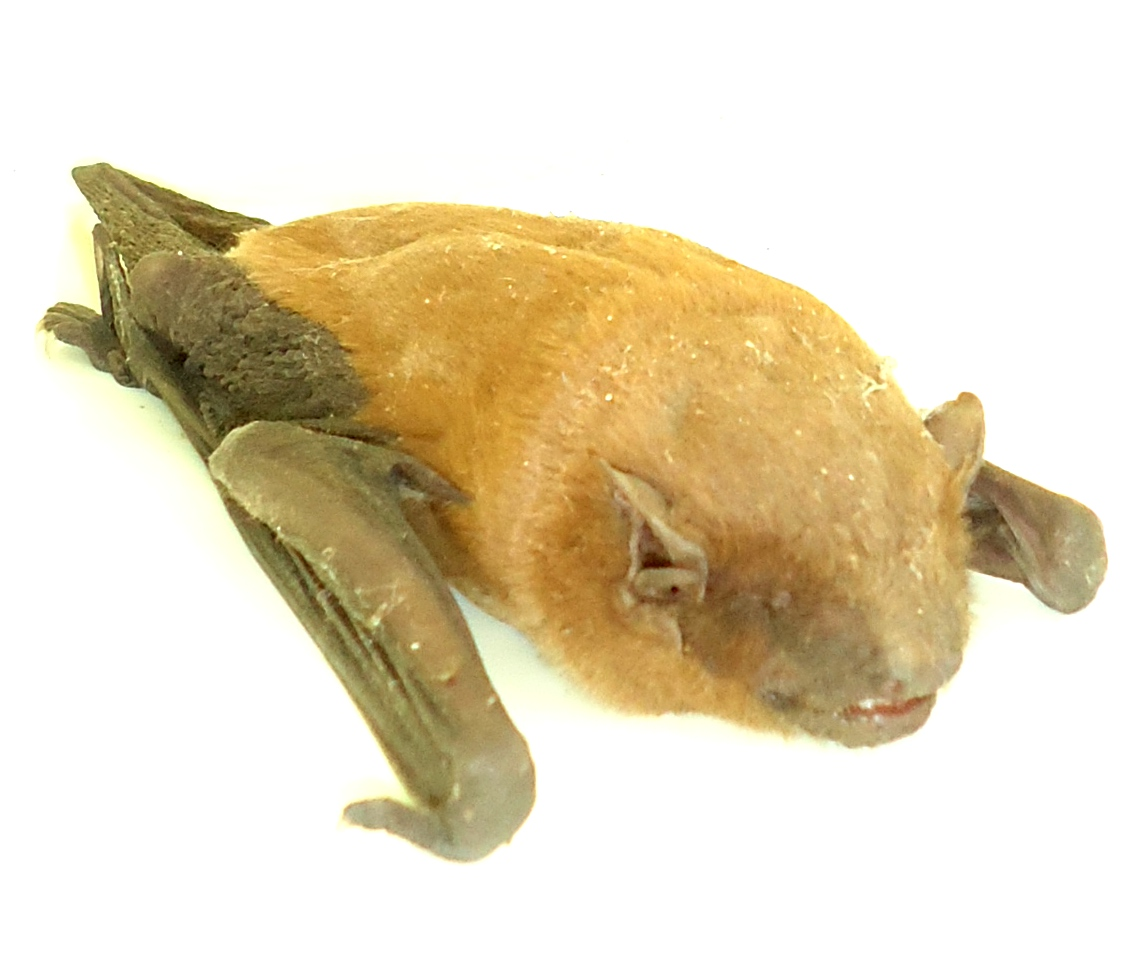
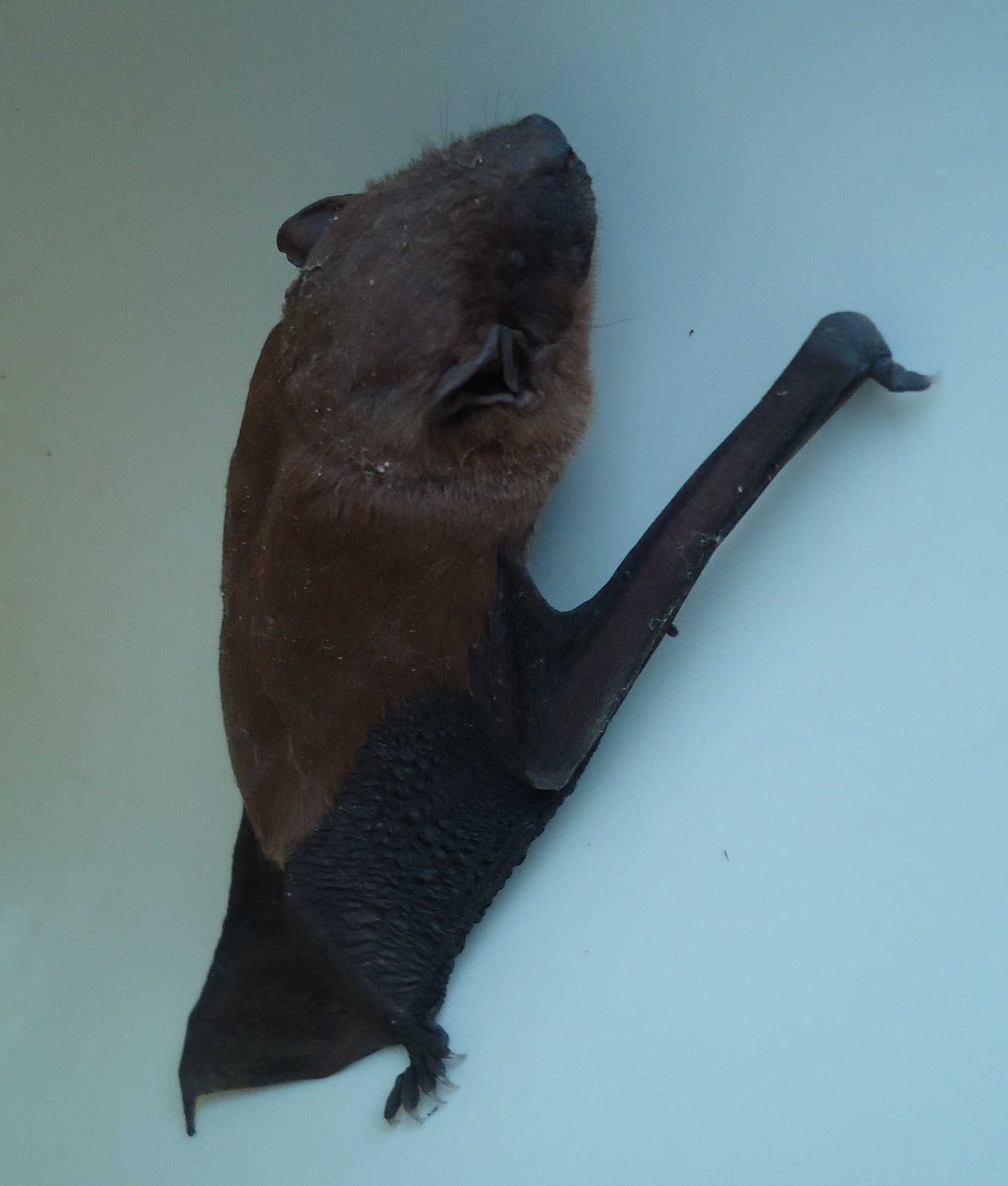
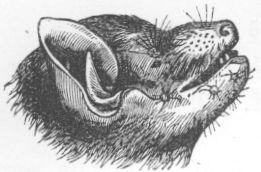